# 100年代
| 千纪： | 1千纪                                                                                  |
| 世纪： | 前1世纪 \| 1世纪 \| 2世纪                                                              |
| 年代： | 70年代 \| 80年代 \| 90年代 \| 100年代 \| 110年代 \| 120年代 \| 130年代                 |
| 年份： | 100年 \| 101年 \| 102年 \| 103年 \| 104年 \| 105年 \| 106年 \| 107年 \| 108年 \| 109年 |

100年代從100年1月1日開始，於109年12月31日結束。

## 逝世
- 弗拉維奧·約瑟夫斯（37年－100年之后），猶太歷史學家，也是軍官及辯論家。